# Cusseta, Alabama
Cusseta là một thị trấn thuộc quận Chambers, tiểu bang Alabama, Hoa Kỳ. Dân số năm 2009 là 111 người, mật độ đạt 16 người/km².